# Pelagio Palagi

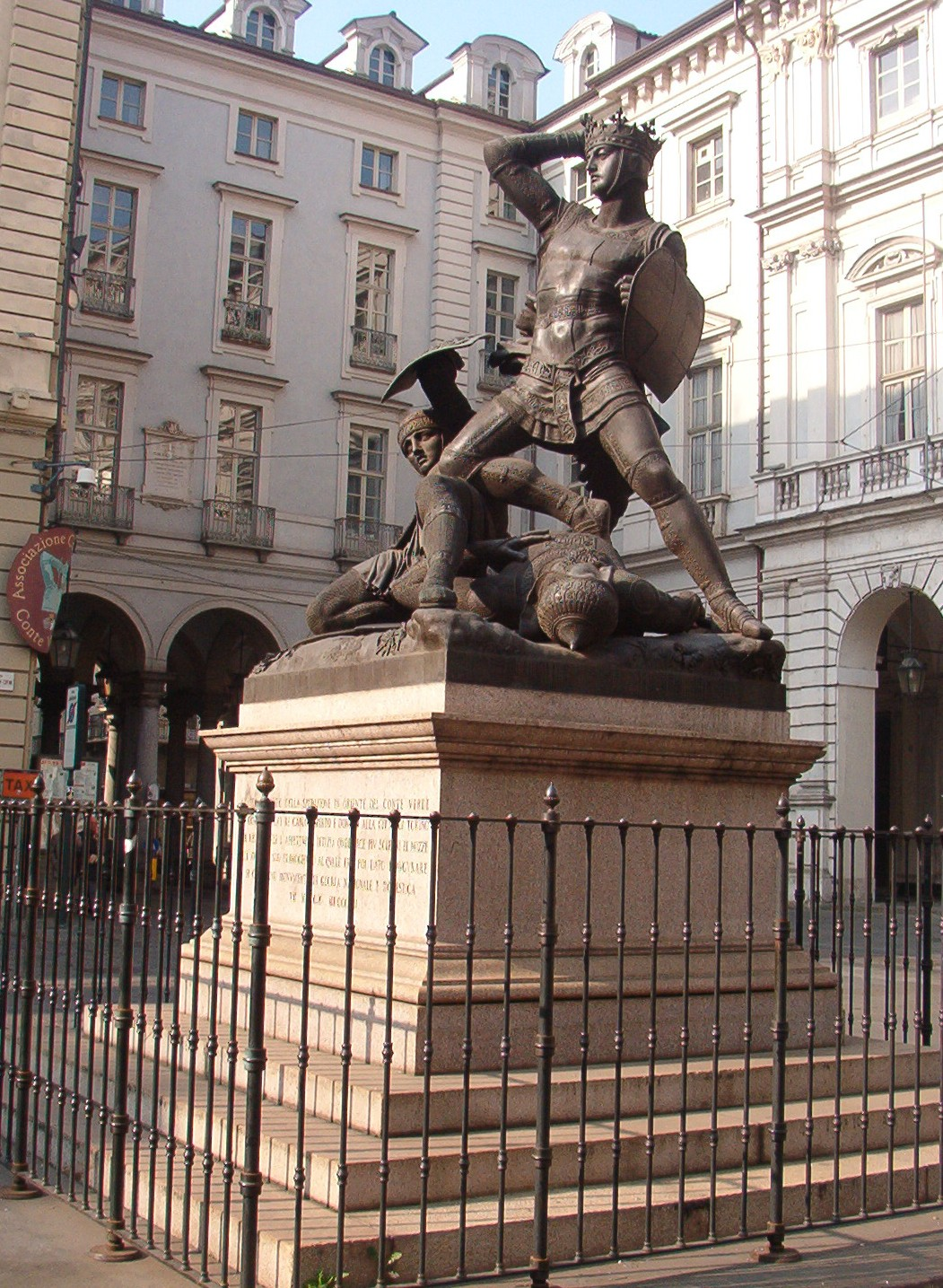
Pelagio Palagi: Statue des Amedeo VI. von Savoyen, Turin, Piazza Palazzo di Città

Filippo Pelagio Palagi (* 25. Mai 1775 in Bologna; † 6. März 1860 in Turin) war ein italienischer Bildhauer, Maler und Architekt.

## Leben
Pelagio Palagi erhielt seine Ausbildung an der Accademia Clementina in Bologna. 1806 wechselte er nach Rom zur Accademia di San Luca, in der er anschließend Lehrer wurde. Wie sein Schüler Francesco Hayez war er stark von Antonio Canova, dem Hauptvertreter des italienischen Klassizismus beeinflusst.  Von 1815 bis 1832 lebte und arbeitete er in Mailand. 1832 zog er auf Einladung von Carlo Alberto von Sardinien-Piemont nach Turin. Die Piazetta Reale in Turin, nur durch ein vom Künstler entworfenes Ziergitter von der Piazza Castello getrennt wurde 1835 von Palagi gestaltet. Sein monumentales, klassizistisches Denkmal auf der  Piazza Palazzo di Città stellt Amedeo VI. von Savoyen dar, der in Turin als Held der Kreuzzüge verehrt wurde. 1836 bestimmte ihn Carlo Alberto zum „Maler für die königlichen Paläste“ und beauftragte ihn mit der Ausstattung von Schloss Racconighi und des Palazzo Real, für das er auch Möbelstücke entwarf. Zugleich wurde er Direktor der Scuola d’Ornato della Reale Accademia di Belle Arti.
Palagi interessierte sich für ägyptische, griechische, etruskische und römische Skulpturen, die er auch sammelte. Seine Sammlung bildet einen Grundstock des Museo Civico Archeologico in Bologna.
Eine Medaille mit dem Bild des Künstlers von Luigi Cossa gehörte zur Kunstsammlung von Johann Wolfgang von Goethe. Palagi wurde von dem französischen Schriftsteller Stendhal (1883–1842) sehr geschätzt und in seinem Hauptwerk Die Kartause von Parma  öfters erwähnt.